# Kernal

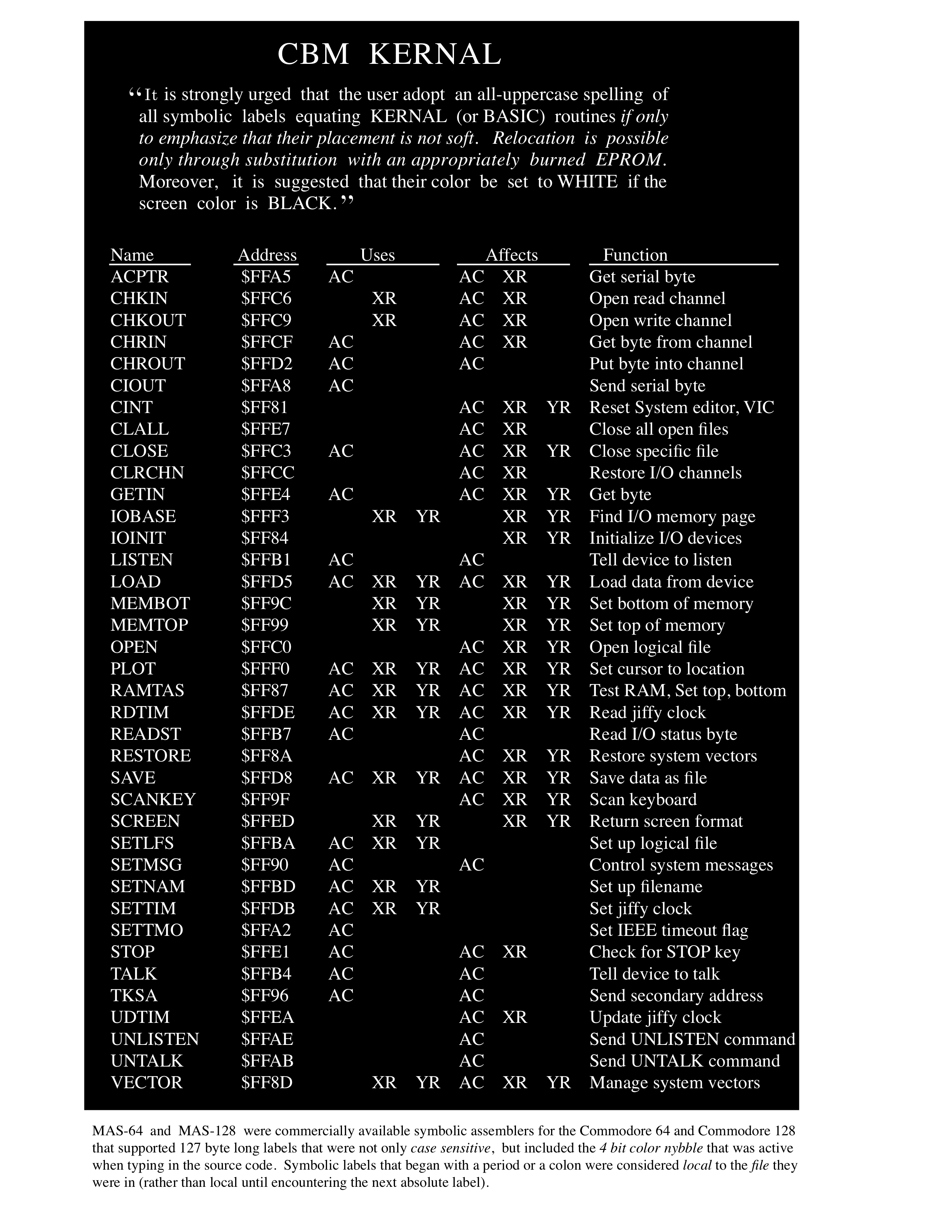
Sprungtabelle des CBM-Kernals

Kernal ist die Bezeichnung der US-Computer-Firma Commodore für die Kernel ihrer 8-Bit-Heimcomputer, ausgehend vom PET 2001 über VC 20 und C64 bis hin zum C128. Der Kernal besteht vor allem aus Ein-/Ausgabe-Routinen, die über eine Sprungtabelle aufgerufen werden.
KERNAL soll auch als Abkürzung für „Keyboard Entry Read, Network, And Link“ stehen. Es ist allerdings nicht gesichert, ob es sich dabei um ein Akronym oder ein Backronym handelt.
Der Kernal wurde ursprünglich für den PET 2001 von John Feagans geschrieben, der auch die Idee entwickelte, die BASIC-Routinen vom Betriebssystem zu trennen.
Die unterschiedliche Schreibweise zum Fachbegriff Kernel ergab sich aus einem Schreibfehler in den Handbüchern der Commodore-Computer, der dann von Commodore kurzerhand zum eigenen Begriff für den Kernel erklärt wurde. Der Kernal wurde später von unterschiedlichen Personen weiterentwickelt, wobei dem Entwickler Robert Russell eine besondere Rolle zukam.
Auch der Systemkernel des ab 1985 von Berkeley Softworks für die Commodore-Computer C64/128 entwickelten grafischen Betriebssystems GEOS erhielt die auf diesen Computern nun etablierte Bezeichnung Kernal. Erst der technisch komplett unterschiedliche Kernel des Commodore Amiga wurde Amiga ROM Kernel genannt, was der richtigen Schreibweise des Wortes Kernel entspricht.